# Ridge, Hertfordshire
Ridge är en ort i civil parish South Mimms and Ridge, i distriktet Hertsmere, i Storbritannien.   Den ligger i grevskapet Hertfordshire och riksdelen England, i den södra delen av landet, 22 km norr om huvudstaden London. Ridge ligger 123 meter över havet. Ridge var en civil parish fram till 2023 när den blev en del av South Mimms and Ridge. Civil parish hade 192 invånare år 2021.
Terrängen runt Ridge är huvudsakligen platt. Ridge ligger uppe på en höjd. Runt Ridge är det mycket tätbefolkat, med 3 494 invånare per kvadratkilometer. Närmaste större samhälle är Islington, 19,6 km sydost om Ridge. Runt Ridge är det i huvudsak tätbebyggt.